# Tycherus elongatus
Tycherus elongatus är en stekelart som först beskrevs av Thomson 1891.  Tycherus elongatus ingår i släktet Tycherus och familjen brokparasitsteklar. Arten är reproducerande i Sverige. Inga underarter finns listade i Catalogue of Life.